# Balizac
Balizac – miejscowość i gmina we Francji, w regionie Nowa Akwitania, w departamencie Żyronda.
Według danych na rok 1990 gminę zamieszkiwały 272 osoby, a gęstość zaludnienia wynosiła 7 osób/km² (wśród 2290 gmin Akwitanii Balizac plasuje się na 907. miejscu pod względem liczby ludności, natomiast pod względem powierzchni na miejscu 184.).